# Sacra conversazione van Balbi
De Sacra conversazione van Balbi of Madonna en Kind met de heiligen Catharina en Dominicus en een stichter is een olieverfschilderij van de Venetiaanse renaissanceschilder Titiaan uit circa 1512-1514. Het behoort sinds 1952 tot de collectie van de Fondazione Magnani-Rocca in Traversetolo bij Parma.

## Beschrijving
Het schilderij is een sacra conversazione, een voorstelling van de Madonna met Kind in het gezelschap van heiligen. Titiaan maakte het werk in een periode waarin hij zich los begon te maken van de invloed van zijn leermeester Giovanni Bellini en zijn grote voorbeeld en mentor Giorgione. De compositie en het kleurgebruik borduren voort op onder andere zijn fresco Het mirakel van de sprekende zuigeling in Padua en het schilderij in Antwerpen. Evenals deze werken is het schilderij horizontaal in tweeën verdeeld. Op de linkerhelft wordt de blik naar de horizon afgeschermd door het kleed waarvoor Maria, Jezus en de heilige Catharina zich bevinden. Ook de kleurstelling van de beide helften vormt een contrast: links de heldere, verzadigde kleuren van de heilige figuren tegen een donkere achtergrond, rechts de stichter en de heilige Dominicus in zwart-witte kleding tegen een weelderig, groen landschap onder een blauwe lucht. Titiaan experimenteert in dit werk met de karakterisering van de figuren: de realistische portretten van de beide mannen naast de geïdealiseerde schoonheid van Catharina die vooruitloopt op Titiaans beroemde Flora. De driedimensionale, sculpturale gedaante van Maria en de manier waarop ze zich tot de donor wendt, herinneren aan Michelangelo's profeten op het gewelf van de Sixtijnse Kapel.

## Herkomst
Het schilderij bevond zich eeuwenlang in het Palazzo Balbi di Piovera in Genua. De opdrachtgever was wellicht een lid van de Venetiaanse tak van de familie Balbi met de voornaam Domenico, gezien de aanwezigheid van de beschermheilige. Na 1952 werd het aangekocht door Luigi Magnani, die zijn collectie in 1978 onderbracht in de Fondazione Magnani-Rocca in Mamiano (Traversetolo) bij Parma.